# ترابط تلقائي

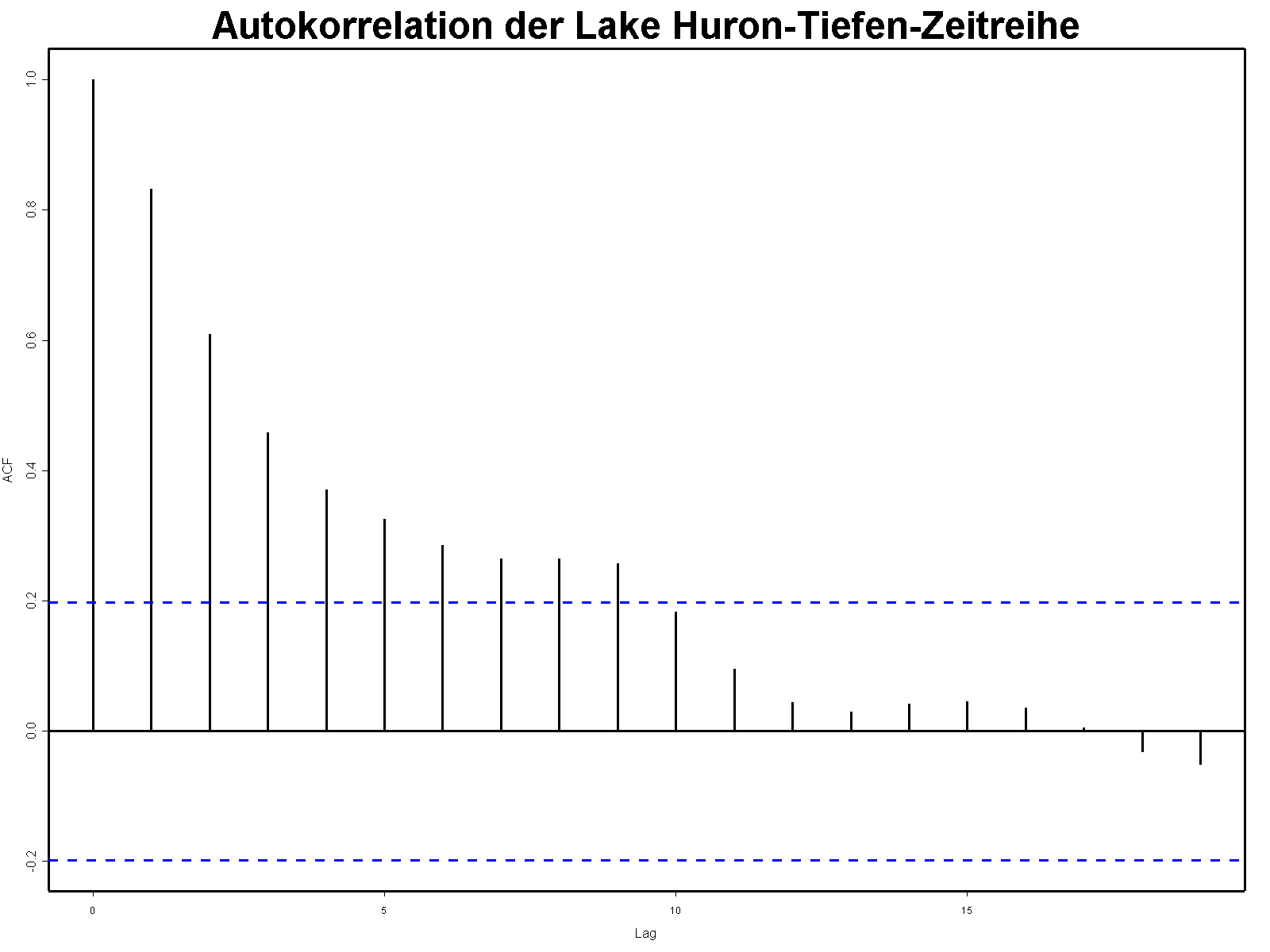

الترابط التلقائي أو دالة الارتباط الذاتية هو أداة رياضية تستخدم في إيجاد النماذج المتكررة كإيجاد الإشارات الدورية التي كانت قد اختفت بتأثير التشويش، كما توجد كثيراً في معالجة الإشارات لتحليل الوظائف أو مجموعة من القيم، مثل إشارات مجال الوقت.كما يعرف بشكل غير رسمي على أنه قوام وجود علاقة بين المشاهدات باعتبارها دالة لانفصال الوقت بينهما. الترابط التلقائي مفيد لإيجاد أنماط التكرار في إشارة ما.
تُبين دالة الارتباط الذاتي مدى ارتباط قيم السلسلة المتجاورة حيث تتراوح قيمة معامل الارتباط الذاتي بين -1، 1، في حالة استقرار السلسلة تكون قيمة أو مختلف عنه معنويا بالنسبة لأي فجوة k>0 مما يعني قبول فرضية انعدام معاملات الارتباط الذاتي.
معاملات الارتباط الذاتي لها توزيع طبيعي ذو وسط حسابي 0 وتباين T/1، وترمز T إلى عدد المشاهدات المتغير. فإذا أردنا مثلا أن نقارن القيمة المحتسبة والجدولية لقانون التوزيع الطبيعي المعياري عند درجة ثقة معينة (مثلا 95%)، فإذا كانت القيمة المحتسبة اصغر من القيمة الجدولية فإننا سنقبل فرضية العدم (بأن معامل بارلات بدرجة إبطاء k يساوي 0 والعكس يختلف جوهريا تماما عن 0).

## تعريف

### الترابط التلقائي في الإحصاء
يصف الترابط التلقائي لعملية عشوائية في الإحصاء الترابط بين العملية عند عدة نقاط من الزمن. مثلاً ليكن Xt هو قيمة العملية عند الزمن t، إذا كان لXt متوسط μt وتباين σt2 عندها من الممكن تعريف الارتباط التلقائي بالشكل:
{\displaystyle R(t,s)={\frac {\operatorname {E} [(X_{t}-\mu _{t})(X_{s}-\mu _{s})]}{\sigma _{t}\sigma _{s}}}\,}
حيث "E" هي معامل القيمة المتوقعة. لاحظ أن هذه العلاقة لا تكون صحيحة في جميع الحالات حيث أن قيمة σt2 قد تصبح مساوية للصفر من أجل عملية ثابتة. إذا كان R معرفة بشكل صحيح ستتراوح قيمتها في المجال بين [−1, 1]، حيث تشير القيمة 1 إلى الترابط المطلق، وتشير القيمة −1 إلى اللاترابط.
إذا كان Xt هو عملية ثابتة فهذا يعني أن المتوسط μ والتباين σ2 هما مستقلان عن الزمن وبالتالي فإن الترابط التلقائي يكون معتمداً فقط على الفرق بين t وs، أي أن الترابط التلقائي يعتمد على المسافة الزمنية بين القيمتين وليس على موقعهما على محور الزمن. وهذا يؤدي إلى التعبير عن الترابط التلقائي على أنه تابع للزمن وسيكون دالة زوجية للزمن τ = t − s. وهذا سيؤدي إلى الصيغة الأكثر شهرة للترابط التلقائي
{\displaystyle R(\tau )={\frac {\operatorname {E} [(X_{t}-\mu )(X_{t+\tau }-\mu )]}{\sigma ^{2}}}\,}
ومن الممكن التعبير عن حقيقة أن الترابط التلقائي هو دالة زوجية على الشكل:
{\displaystyle R(\tau )=R(-\tau ).\,}
يتم عادة إسقاط عملية التصحيح على σ2 واستخدام المصطلح «ترابط تلقائي» بشكل مرادف للمصطلح «تغاير تلقائي». إلا أن التصحيح ذو أهمية بسبب تفسير الترابط التلقائي على أنه ترابط يزود بأداة قياس دون مقياس لقوة الاستقلال الإحصائي وبسبب أن التصحيح له تأثير على الخصائص الإحصائية للترابط التلقائي المتوقع.
يتم الحصول على الترابط التلقائي لعملية متقطعة بمسرد {\displaystyle {\mathcal {}}n} ذات
متوسط {\displaystyle {\mathcal {}}\lbrace X_{1},X_{2},...,X_{n}\rbrace } وتباين معروفين بالعلاقة:
{\displaystyle {\hat {R}}(k)={\frac {1}{(n-k)\sigma ^{2}}}\sum _{t=1}^{n-k}[X_{t}-\mu ][X_{t+k}-\mu ]}

### الترابط التلقائي في معالجة الإشارة
في مجال معالجة الإشارة يستخدم التعريف السابق عادة بدون تصحيح، أي بدون القسمة على المتوسط أو التباين.
من أجل إشارة معطاة f(t) يعطى الترابط التلقائي المستمر Rff(τ) على شكل تكامل الترابط التلقائي للإشارة f(t) مع نفسها على طول الفترة الزمنية τ.
{\displaystyle R_{ff}(\tau )={\overline {f}}(-\tau )*f(\tau )=\int _{-\infty }^{\infty }f(t+\tau ){\overline {f}}(t)\,dt=\int _{-\infty }^{\infty }f(t){\overline {f}}(t-\tau )\,dt}
حيث {\displaystyle {\bar {f}}} يمثل نظير العدد العقدي و{\displaystyle *} يمثل الالتفاف للدالة الحقيقية {\displaystyle {\bar {f}}=f}.
يعطى الترابط التلقائي المتقطع R عند الزمن j لإشارة متقطعة xn بالعلاقة:
{\displaystyle R_{xx}(j)=\sum _{n}x_{n}{\overline {x}}_{n-j}\ .}

## تطبيقات
- أحد تطبيقات الترابط التلقائي هو في قياس الطيف المرئي وقياس نبضات الضوء الصادرة من الليزر باستخدام الترابط التلقائي الضوئي.
- في معالجة الإشارة، قد يعطي الترابط التلقائي معلومات عن تكرار الأحداث مثل الضربات الموسيقية.